# Rắn sữa
Rắn sữa (Lampropeltis triangulum) là một loài rắn trong họ Rắn nước. Loài này được Lacépède mô tả khoa học đầu tiên năm 1789. Đây là loài rắn không gây nguy hiểm cho người.

## Hình ảnh

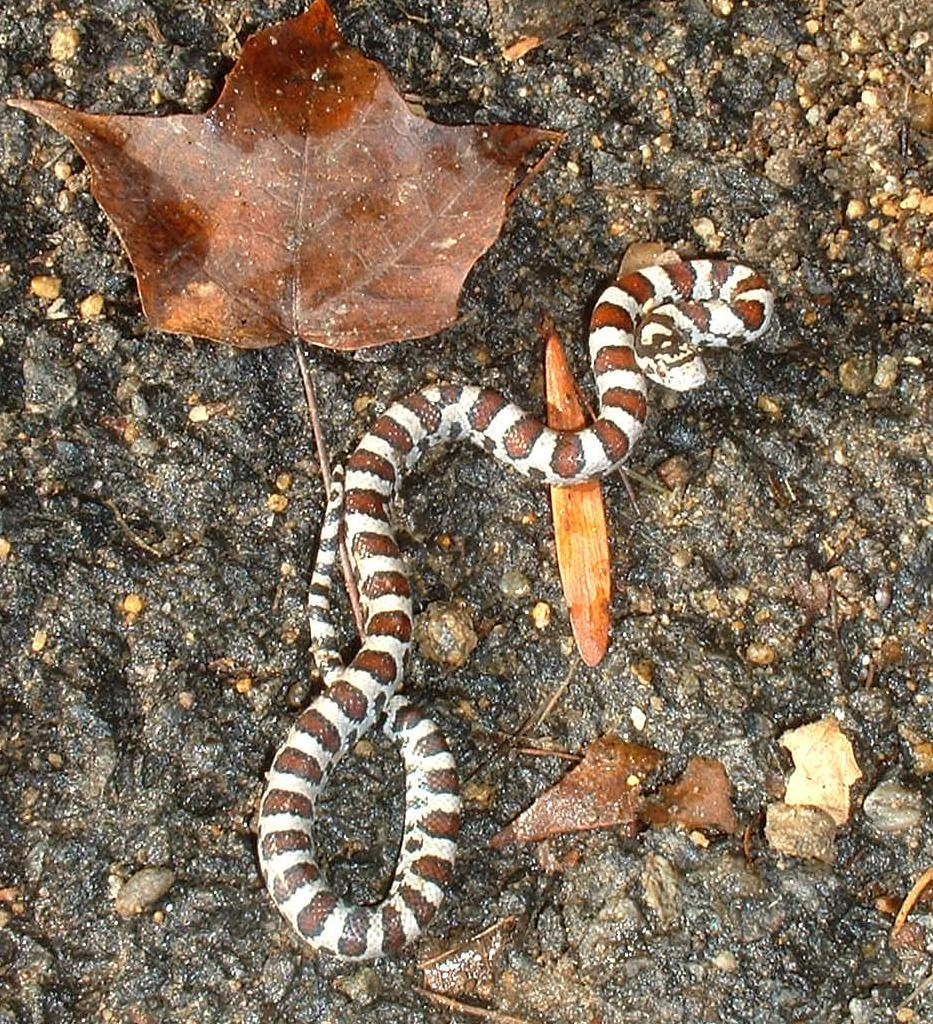
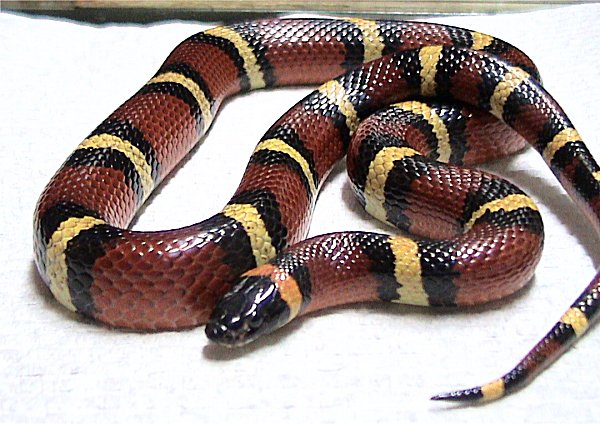
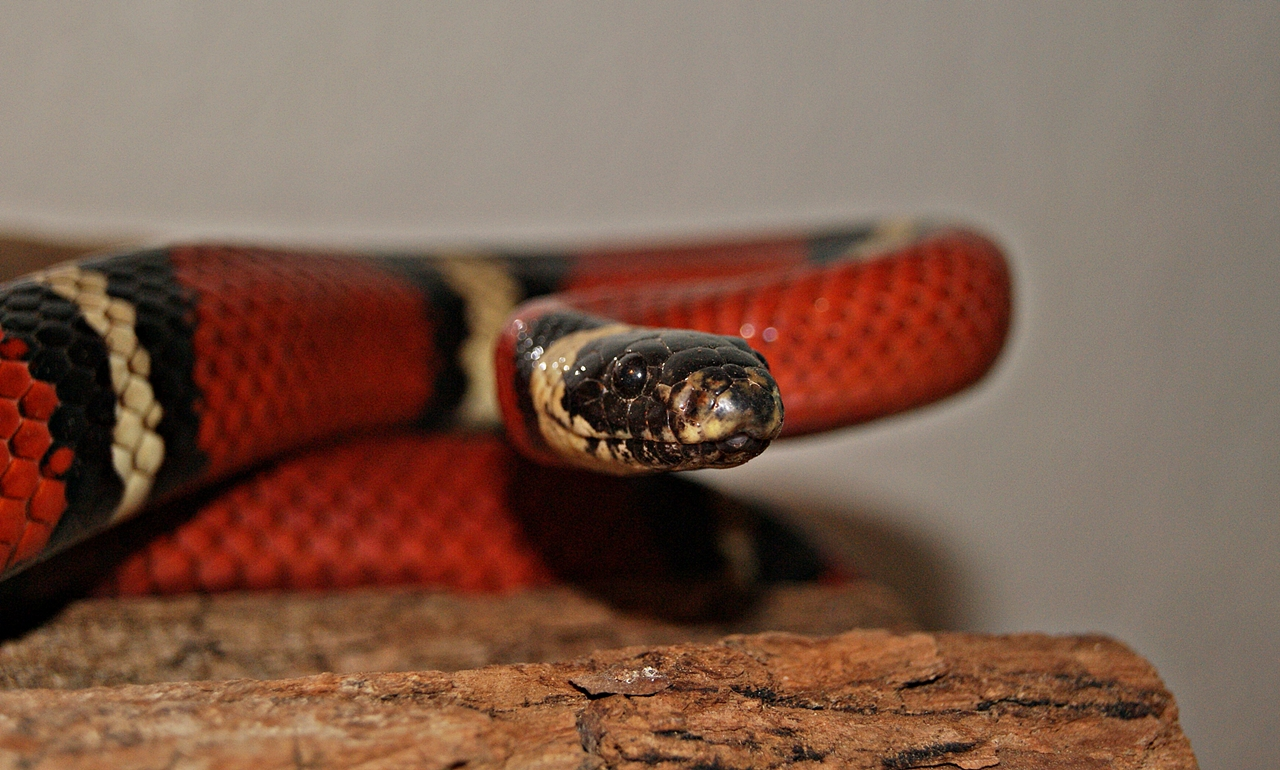
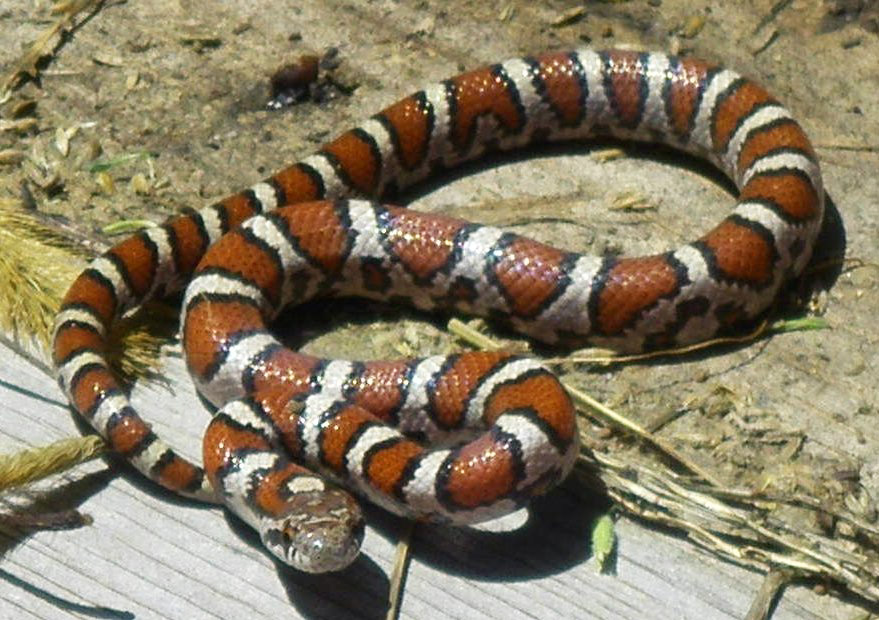